# Max Rothbart

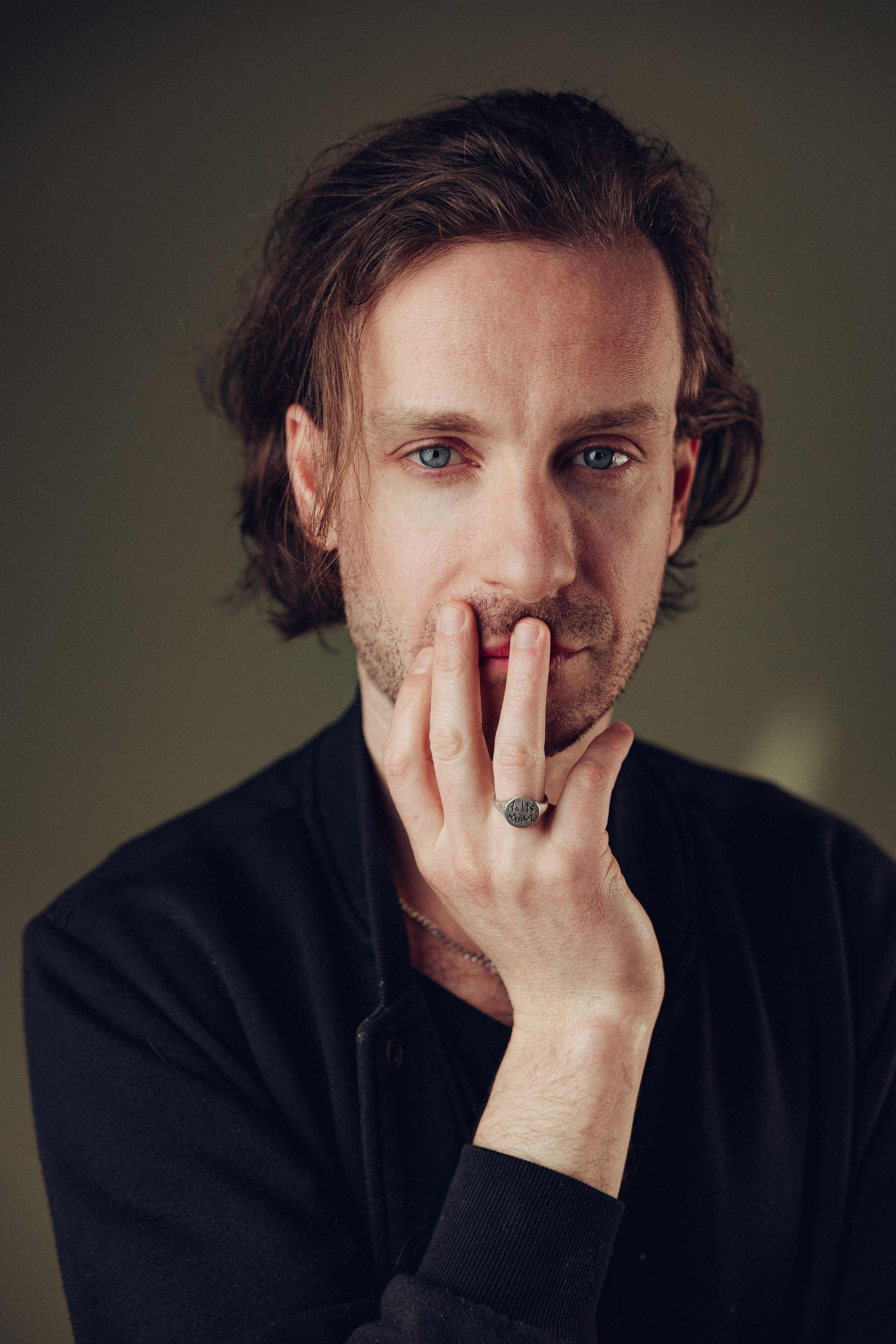
Max Rothbart (2024)

Max Rothbart (* 1990 in Berlin) ist ein deutscher Schauspieler.

## Leben
Max Rothbart, der Sohn des Verlegers Uwe Warnke, wuchs zunächst im Ostteil Berlins auf. Im Alter von 8 Jahren zog er mit seiner Mutter, einer Lehrerin, nach Dorf Zechlin. Nach einem weiteren Umzug lebte er mit seiner Mutter und seinem Stiefvater Peter Böthig, dem Leiter des Rheinsberger Kurt-Tucholsky-Literaturmuseums, in Neuruppin, wo er das Evangelische Gymnasium besuchte.
Rothbart war bereits als Jugendlicher künstlerisch aktiv. Er besuchte die Theater-AG an der Jugendkunstschule Neuruppin und spielte in der Bigband der Neuruppiner Musikschule. Erste Bühnenerfahrungen sammelte er beim „Theater ohne Bühne“ (ToB) in Neuruppin und beim „Theatersommer Netzeband“. Nach seinem Abitur, das er mit einem Notendurchschnitt von 1,1 ablegte, studierte er zunächst an der Humboldt-Universität in Berlin Medizin, entschied sich jedoch schon im ersten Semester seines Medizinstudiums für den Schauspielberuf.
Sein Schauspielstudium absolvierte er von 2011 bis 2015 an der Hochschule für Musik und Theater „Felix Mendelssohn Bartholdy“ in Leipzig. Während seines Studiums gastierte er von 2013 bis 2015 am Staatsschauspiel Dresden, wo er in Inszenierungen von Robert Lehniger, Tilmann Köhler, Wolfgang Engel, Holk Freytag, Susanne Lietzow und Nuran David Calis zu sehen war.
Sein erstes Festengagement trat er zur Spielzeit 2015/16 am Theater Basel an. Während seines Basler Engagements gastierte er in Koproduktionen am Schauspiel Köln, am Burgtheater Wien und am Residenztheater München.
Seit der Spielzeit 2019/20 ist er festes Ensemblemitglied am Residenztheater München, wo er u. a. unter der Regie von Simon Stone, Ulrich Rasche, Claudia Bauer, Schorsch Kamerun, Calixto Bieito und Stephan Kimmig arbeitete. Zu seinen Rollen am Münchner Residenztheater gehörten u. a. Tusenbach in Drei Schwestern, Andres in Woyzeck sowie Cléante in Tartuffe oder das Schwein der Weisen. In der Spielzeit 2021/22 übernahm er am Residenztheater München den Albrecht Werdenfels in dem Theaterstück Agnes Bernauer von Franz Xaver Kroetz.
2018 erhielt er für seine Rolle in Tartuffe eine Nominierung der Zeitschrift Theater heute als „Nachwuchsschauspieler des Jahres“. 2021 wurde er mit dem Bayerischen Kunstförderpreis ausgezeichnet.
Max Rothbart stand auch für einige Film- und TV-Produktion vor der Kamera, u. a. als junger Hajo Trautzschke in SOKO Leipzig (2015). In der 12. Staffel der ZDF-Serie Die Chefin (2021) übernahm er eine Episodenhauptrolle als Sohn eines wegen Vergewaltigung verurteilten Börsen-Gurus. Im Münchner Tatort: Königinnen (2023) gehörte er an der Seite von Veronica Ferres zum Kreis der Tatverdächtigen. In der 10. Staffel der ZDF-Fernsehreihe Lena Lorenz (2024) spielte er den jungen Vater Gregor Vollmer, der die schockierende Nachricht bekommt, dass es bei der In-vitro-Fertilisation zu einer versehentlichen Vertauschung der Embryonen kam.
Max Rothbart ist Mitglied im Bundesverband Schauspiel (BFFS). Er ist mit einer aus Liechtenstein stammenden Ärztin verlobt und ist Vater eines Sohnes (* 2018) und einer Tochter (* 2022). Rothbart lebt in München.

## Theater (Auswahl)

### Theater Basel
- 2015: Kinder der Sonne von Maxim Gorki (als Mischa). Inszenierung: Nora Schlocker
- 2015: Schlafgänger (Journalist, Ensemble). Nach dem Roman von Dorothee Elmiger. Inszenierung: Julia Hölscher
- 2015: John Gabriel Borkman von Henrik Ibsen (als Eckart Borkman). Inszenierung: Simon Stone
- 2016: Was ihr wollt von William Shakespeare (als Sebastian). Inszenierung: Julia Hölscher
- 2016: Das Sparschwein von Eugène Labiche (als Sylvain). Inszenierung: Martin Laberenz
- 2016: Drei Schwestern von Anton Tschechow (als Nikolai Tusenbach). Inszenierung: Simon Stone
- 2016: Der Menschen Feind [sic!] von Molière (als Philinte). Inszenierung: Claudia Bauer
- 2016: Urfaust (als Faust). Von Johann Wolfgang von Goethe. Inszenierung: Nora Schlocker
- 2017: Der Revisor oder: Das Sündenbuch (UA). Komödie von Lukas Linder nach Nikolai Gogol (als Nierenstein). Inszenierung: Cilli Drexel
- 2017: Wilhelm Tell von Friedrich Schiller (als Arnold von Melchthal). Inszenierung: Stefan Bachmann (Koproduktion mit dem Schauspiel Köln)
- 2017: Woyzeck von Georg Büchner (als Andres). Inszenierung: Ulrich Rasche
- 2018: Romulus der Große von Friedrich Dürrenmatt (als Spurius Titus Mamma, Reiterpräfekt). Inszenierung: Franz-Xaver Mayr
- 2018: La Cage aux Folles von Jerry Herman und Harvey Fierstein (als Jean Michel). Inszenierung: Martin G. Berger
- 2019: Hotel Strindberg[11][12] (als Benno / Arthur). Von Simon Stone nach August Strindberg. Inszenierung: Simon Stone (Eine Koproduktion des Theaters Basel mit dem Burgtheater Wien)

### Burgtheater Wien
- 2018: Hotel Strindberg[13] (div. Rollen). Von Simon Stone nach August Strindberg. Inszenierung: Simon Stone (Eine Koproduktion des Burgtheaters Wien mit dem Theater Basel)

### Residenztheater München
- 2019: Drei Schwestern[14][15][16][17] (als Nikolai Tusenbach). Inszenierung: Simon Stone (Übernahme der Uraufführungsinszenierung vom Theater Basel)
- 2019: Der eingebildete Kranke oder das Klistier der reinen Vernunft[18][19][20][21] (als Cléante, Geliebter Angéliques). Von PeterLicht nach Molière. Inszenierung: Claudia Bauer
- 2021: Dekalog[22] (Ensemble). Nach dem gleichnamigen Drehbuch von Krzysztof Kieślowski und Krzysztof Piesiewicz. Inszenierung: Calixto Bieito
- 2021: Unsere Zeit[23][24] (als Martin / Jürgen). Von Simon Stone nach Motiven von Ödön von Horváth (Uraufführung/Auftragswerk). Inszenierung: Simon Stone
- 2021: Agnes Bernauer[25] (als Albrecht Werdenfels). Von Franz Xaver Kroetz. Inszenierung: Nora Schlocker
- 2021: Die Träume der Abwesenden[26] (als Daniel / Isaac, Sohn von Simon und Dory / Live-Musik). Nach Judith Herzberg. Inszenierung: Stephan Kimmig
- 2022: Das Vermächtnis – The Inheritance von Matthew López. Frei nach dem Roman «Howards End» von E. M. Forster (als Junger Mann / Junger Walter / Tucker / Henrys Assistent). Inszenierung: Philipp Stölzl
- 2022: Tartuffe oder das Schwein der Weisen[27] (als Cléante). Von PeterLicht nach Molière. Inszenierung: Claudia Bauer (Übernahme vom Theater Basel)
- 2022: Agamemnon[28] (als Bote / Chor). Von Aischylos. Inszenierung: Ulrich Rasche, Residenztheater München und Athen- und Epidaurus-Festival (AEF)
- 2022: Valentiniade. Sportliches Singspiel mit allen Mitteln[29]. Von und nach Karl Valentin und mit Texten von Michel Decar. Inszenierung: Claudia Bauer
- 2023: Antigone[30] (als Demokrat). Nach Sophokles und  Slavoj Žižek. Inszenierung: Mateja Koležnik
- 2023: Jetzt oder Nie[31] – Ein Liederabend von Florian Paul und Max Rothbart
- 2023: Peer Gynt[32] (als Peer Gynt, Aases Sohn / Ein Koch). Inszenierung: Sebastian Baumgarten
- 2024: Die Kopenhagen-Trilogie[33] (als Mein Bruder Edvin / Mein Kavalier Kurt / Mein erster Arzt / Mein dritter Mann Carl). Nach Tove Ditlevsen. Inszenierung: Elsa-Sophie Jach
- 2024: Ein Sommernachtstraum[34][35][36][37] (als Puck). Inszenierung: Stephan Kimmig
- 2024: Eine Zierde für den Verein – Vom Rauchen, Sporteln, Lieben und Verkaufen[38] (als Rhi / Meta / Scharrer). Nach dem Roman von Marieluise Fleißer. Inszenierung: Elsa-Sophie Jach
- 2024: Hamlet – Shakespeare für Kinder. Inszenierung: Demjan Duran
- 2025: Warten auf Godot[39][40][41] (als Estragon). Von Samuel Beckett. Inszenierung: Claudia Bauer
- 2025: Life continues to be incredibly beautiful[42]. Szenische Lesung aus John Cages Briefen. Inszenierung: FX Mayr
- 2025: Kasimir und Karoline[43] (als Der Merkl Franz). Von Ödön von Horváth. Inszenierung: Barbara Frey

## Filmografie (Auswahl)
- 2013: Dirty Young Loose (Kurzfilm)
- 2014: Allein unter Ärzten (Fernsehfilm)
- 2014: Deutschland 83: Quantum Jump (Fernsehserie, eine Folge)
- 2014–2017: SOKO Leipzig (Fernsehserie, vier Folgen, verschiedene Rollen)
- 2017: Drei Schwestern[44] (3sat-Fernsehaufzeichnung, Theater Basel)
- 2021: Die Chefin: Der Wolf (Fernsehserie, eine Folge)
- 2021: Zwischen uns
- 2023: Polizeiruf 110: Paranoia (Fernsehreihe)
- 2023: Tatort: Königinnen (Fernsehreihe)
- 2023: Friesland: Artenvielfalt
- 2024: Lena Lorenz: Vertauscht (Fernsehreihe)
- 2025: SOKO Köln: 1926 (Fernsehserie)

## Auszeichnungen
- 2022: Kurt-Meisel-Preis (Förderpreis)
- 2022: Bayerischer Kunstförderpreis